# Eileen Gleeson
Pour les articles homonymes, voir Gleeson (homonymie).
Eileen Gleeson, née le 3 juin 1972 à Dublin, est une footballeuse irlandaise devenue ensuite entraîneuse. Après une carrière passée dans différents clubs amateurs irlandais, elle devient rapidement entraîneuse. Depuis 2023 elle est salariée de la FAI chargée de la pratique féminine du football, pour les jeunes comme pour l'élite.
En 2023, après la fin du contrat de la sélectionneuse de l'équipe nationale, Vera Pauw, Eileen Gleeson est d'abord nommée pour un l'intérim pour les six rencontres de Ligue des nations B, puis, le 18 décembre 2023, est confirmée définitivement pour le poste. Elle quitte le poste en décembre 2024, payant ainsi l'élimination en barrage de qualification à l'Euro 2055.

## Carrière de joueuse
À l'époque où joue Eileen Gleeson, le football en Irlande n'est pas professionnel et ne possède pas de championnat national. Elle joue donc dans la Civil Service League avec les Blacklions puis en Dublin Women's Soccer League avec Ballymun United puis Hammond Celtic. Elle se caractérise elle-même comme une « joueuse travailleuse mais limitée ». Elle déclare à ce sujet : « Je ne mettrais rien en avant de mes années de jeu »

## Carrière d'entraîneuse
À 28 ans, Eileen Gleeson devient entraîneuse. Elle commence par prendre en main son ancien club le Ballymun United qui dispute la Dublin Women's Soccer League. Elle rejoint ensuite le St James's Gate.
Alors que la fédération irlandaise commence à penser organiser un championnat national, Eileen Gleeson est recrutée par le Peamount United Football Club. Elle prend en main l'équipe pour une dernière saison en Dublin Women's Soccer League puis participe au lancement du nouveau championnat d'Irlande féminin de football. À partir de 2011, elle fait du Peamount United un des clubs dominants du football irlandais en remportant le premier titre de l'histoire puis en plaçant systématiquement l'équipe sur le podium.

Eileen Gleeson, alors chargée du développement de la pratique féminine du football au sein de la fédération irlandaise, est nommée en août 2023 au poste de sélectionneuse de l'équipe de république d'Irlande féminine de football. Cette nomination est un intérim, le temps pour la FAI de prendre une décision sur du long terme. Après six rencontres de Ligue des nations ponctuées par six victoires et une montée dans le Groupe A, elle est confirmée de manière définitive à son poste le 18 décembre 2023.

## Éléments statistiques
| Saison    | Compétition | Club            | J  | V  | N | D | BP | BC | %Vict | Position    | Coupe          | Coupe de la Ligue |
| --------- | ----------- | --------------- | -- | -- | - | - | -- | -- | ----- | ----------- | -------------- | ----------------- |
| 2010      | DWSL        | Peamount United | -  | -  | - | - | -  | -  | -     | Championnes | Vainqueur      | Vainqueur         |
| 2011-2012 | WNL         | Peamount United | 15 | 12 | 0 | 3 | 66 | 15 | 80%   | Championnes | Finaliste      | Vainqueur         |
| 2012-2013 | WNL         | Peamount United | 18 | 14 | 2 | 2 | 80 | 20 | 78%   | Deuxièmes   | Demi-finaliste | Vainqueur         |
| 2013-2014 | WNL         | Peamount United | 21 | 17 | 3 | 1 | 75 | 19 | 81%   | Deuxièmes   | Demi-finaliste |                   |
| 2014-2015 | WNL         | UCD Waves       | 18 | 13 | 2 | 3 | 69 | 14 | 72%   | Deuxièmes   | Demi-finaliste | Finaliste         |
| 2015-2016 | WNL         | UCD Waves       | 12 | 8  | 1 | 3 | 38 | 14 | 67%   | Troisième   | Demi-finaliste | Finaliste         |
| 2016      | WNL         | UCD Waves       | 12 | 7  | 3 | 2 | 33 | 11 | 58%   | Quatrième   | Finaliste      | Demi-finaliste    |
| 2021-2022 | SWPL        | Glasgow City    | 18 | 15 | 2 | 1 | 55 | 8  | 83%   | Deuxièmes   | Finaliste      | Finaliste         |
| 2022-2023 | SWPL        | Glasgow City    | 12 | 11 | 1 | 0 | 43 | 5  | 92%   | Championnes | -              | Demi-finaliste    |

## Palmarès
Avec Peamount United
- Championnat d'Irlande.
  - Vainqueur en 2011-2012
- Coupe d'Irlande
  - Vainqueur en 2010
- Coupe de la Ligue d'Irlande
  - Vainqueur en 2010, 2012 et 2013

Avec Glasgow City
- Championnat d'Écosse
  - Vainqueur en 2022-2023